# Physetica eucrossa
Physetica eucrossa là một loài bướm đêm trong họ Noctuidae.